# Sauvillers-Mongival
Sauvillers-Mongival és un municipi francès situat al departament del Somme i a la regió dels Alts de França. L'any 2007 tenia 188 habitants.

## Demografia

### Població
El 2007 la població de fet de Sauvillers-Mongival era de 188 persones. Hi havia 64 famílies de les quals 8 eren unipersonals (4 homes vivint sols i 4 dones vivint soles), 20 parelles sense fills, 32 parelles amb fills i 4 famílies monoparentals amb fills.
La població ha evolucionat segons el següent gràfic:
Habitants censats

### Habitatges
El 2007 hi havia 75 habitatges, 67 eren l'habitatge principal de la família, 2 eren segones residències i 7 estaven desocupats. 74 eren cases i 1 era un apartament. Dels 67 habitatges principals, 55 estaven ocupats pels seus propietaris, 11 estaven llogats i ocupats pels llogaters i 1 estava cedit a títol gratuït; 1 tenia dues cambres, 9 en tenien tres, 13 en tenien quatre i 43 en tenien cinc o més. 42 habitatges disposaven pel capbaix d'una plaça de pàrquing. A 26 habitatges hi havia un automòbil i a 35 n'hi havia dos o més.

### Piràmide de població
La piràmide de població per edats i sexe el 2009 era:
| Homes | Edats   | Dones |
| ----- | ------- | ----- |
| 0     | 95 o +  | 0     |
| 0     | 90 a 94 | 0     |
| 4     | 85 a 89 | 4     |
| 0     | 80 a 84 | 0     |
| 0     | 75 a 79 | 4     |
| 4     | 70 a 74 | 0     |
| 4     | 65 a 69 | 0     |
| 4     | 60 a 64 | 8     |
| 4     | 55 a 59 | 4     |
| 8     | 50 a 54 | 12    |
| 0     | 45 a 49 | 0     |
| 4     | 40 a 44 | 4     |
| 12    | 35 a 39 | 8     |
| 12    | 30 a 34 | 8     |
| 4     | 25 a 29 | 0     |
| 0     | 20 a 24 | 4     |
| 0     | 15 a 19 | 12    |
| 4     | 10 a 14 | 16    |
| 12    | 5 a 9   | 12    |
| 4     | 0 a 4   | 8     |

## Economia

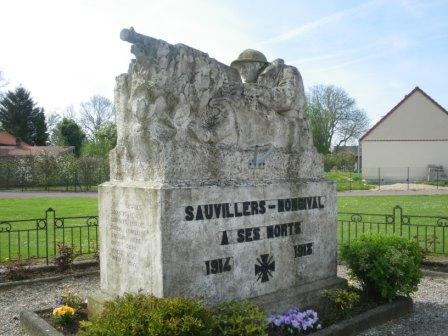

El 2007 la població en edat de treballar era de 129 persones, 89 eren actives i 40 eren inactives. De les 89 persones actives 81 estaven ocupades (47 homes i 34 dones) i 8 estaven aturades (4 homes i 4 dones). De les 40 persones inactives 16 estaven jubilades, 14 estaven estudiant i 10 estaven classificades com a «altres inactius».

### Ingressos
El 2009 a Sauvillers-Mongival hi havia 66 unitats fiscals que integraven 178,5 persones, la mediana anual d'ingressos fiscals per persona era de 16.938 €.

### Activitats econòmiques
Dels 8 establiments que hi havia el 2007, 1 era d'una empresa de construcció, 2 d'empreses de comerç i reparació d'automòbils, 1 d'una empresa de transport, 1 d'una empresa immobiliària, 1 d'una empresa de serveis, 1 d'una entitat de l'administració pública i 1 d'una empresa classificada com a «altres activitats de serveis».
Dels 2 establiments de servei als particulars que hi havia el 2009, 1 era una autoescola i 1 fusteria.

## Equipaments sanitaris i escolars
El 2009 hi havia una escola maternal integrada dins d'un grup escolar amb les comunes properes formant una escola dispersa.

## Poblacions més properes
El següent diagrama mostra les poblacions més properes.